# Робаково (Куявсько-Поморське воєводство)
Робаково (пол. Robakowo, нім. Rebkau) — село в Польщі, у гміні Стольно Хелмінського повіту Куявсько-Поморського воєводства.
Населення — 425 осіб (2011).
У 1975-1998 роках село належало до Торунського воєводства.

## Демографія
Демографічна структура станом на 31 березня 2011 року:
|          | Загалом | Допрацездатний вік | Працездатний вік | Постпрацездатний вік |
| -------- | ------- | ------------------ | ---------------- | -------------------- |
| Чоловіки | 213     | 56                 | 143              | 14                   |
| Жінки    | 212     | 53                 | 127              | 32                   |
| Разом    | 425     | 109                | 270              | 46                   |